# 유엔 안전 보장 이사회 결의 제2321호

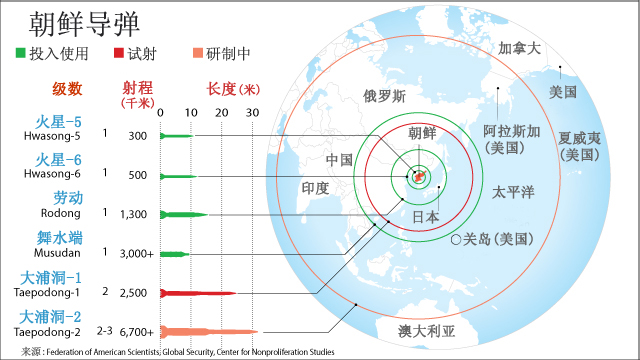

유엔 안전 보장 이사회 결의 제2321호는 유엔 안전 보장 이사회의 결의안으로 2016년 9월 9일 북한의 5차 핵실험에 대한 결의로 지난 4 번의 핵 실험 때 채택된 결의안 1718, 결의안 1874, 결의안 2094, 결의안 2270에 이어 유엔 헌장 제7장에 근거한 제재 조치에 대한 구체적인 조치로 경제 제재에 대한 행동을 결정하였으며 이에 대해 본 결의 제2321호 제41조가 언급하고있다.
이번 결의안 2321호는 전문 10개항, 본문 50개항 및 5개의 부속서로 구성되어있으며, 본 결의안은 과거 4번의 북한 핵실험에 대응하여 안보리가 채택한 대북 제재 결의 1718호(2006년), 1874호(2009년), 2094호(2013년), 2270호(2016년)에 이은 핵실험 관련 5번째 대북 제재 결의안이다.
한편 탄도미사일(ICBM)관련 결의로는 1695호(2006년), 2087호(2013년)가 있으며, 2087호에 제재 요소 일부가 포함된 바있다.

## 같이 보기
- 유엔 안전 보장 이사회 결의 제2371호
- 유엔 안전 보장 이사회 결의